# ディルク・フリムー
ディルク・フリムー（Dirk Dries David Damiaan, Viscount Frimout、1941年3月21日 - ）は、ポペリンゲ出身の欧州宇宙機関の宇宙物理学者である。アメリカ航空宇宙局のスペースシャトルのミッションSTS-45でペイロードスペシャリストとして、ベルギー人初の宇宙飛行を果たした。

## 私生活
彼は既婚で2人の子供がいる。趣味はランニング、サイクリング、ウォーキング、旅行、チェス等である。

## 教育
ポペリンゲの小学校、ヘントの中学校に通った。1963年にヘント大学で電子工学の学位を取り、1970年にヘント大学で応用物理学の博士号を取得した。その後、コロラド大学ボルダー校でポスドクとして研究を行った。

## 受賞など
- 1971年-1972年：欧州宇宙研究機構のフェロー
- 宇宙飛行後：子爵

## キャリア
- 1965年-1978年：Belgian Institute for Space AeronomyでSection Instrumentationの長として、成層圏バルーンや気象観測ロケットの実験を行った。
- 1978年-1984年：Crew Activities Coordinator及びExperiment Coordinator for Spacelab-1として欧州宇宙機関で働いた。
- 1984年-1989年：ESTECのMicrogravity Divisionで気象観測ロケットや放物線飛行の研究を行った。

現在は、欧州宇宙機関のPayload Utilization Departmentで主任技術者としてATLAS-1での欧州の実験の責任者を務めている。大気物理学、スペースラブでの訓練、無重力実験に関して30報以上の論文を執筆している。

## 宇宙飛行
フリムーは、ペイロードスペシャリストとして1992年3月24日に打ち上げられたSTS-45で宇宙に行った。STS-45は、スペースラブでの最初のミッションだった。9日間の飛行で、アトランティスの乗組員はATLAS-1 (Atmospheric Laboratory for Applications and Science)の12の実験を行った。ATLAS-1によって大気の化学的、物理的な詳細な測定が可能となり、気象や大気への理解が進んだ。さらに、電子ビームを用いて初めて人工的なオーロラを発生させた。フリムーはこの飛行で214時間宇宙に滞在し、地球を143周して320万マイル移動した。

### フリムーマニア
ベルギー人として初めての宇宙飛行を行ったことにより、ベルギー国内でのフリムーの人気は急速に高まり、フリムーマニアと呼ばれる人々を生み出した。ブラバント公フィリップ・ド・ベルジックは彼が宇宙にいる間に彼について言及し、ベルギーに帰還した後にはパレードを企画した。